# Las hadas de Villaviciosa de Odón

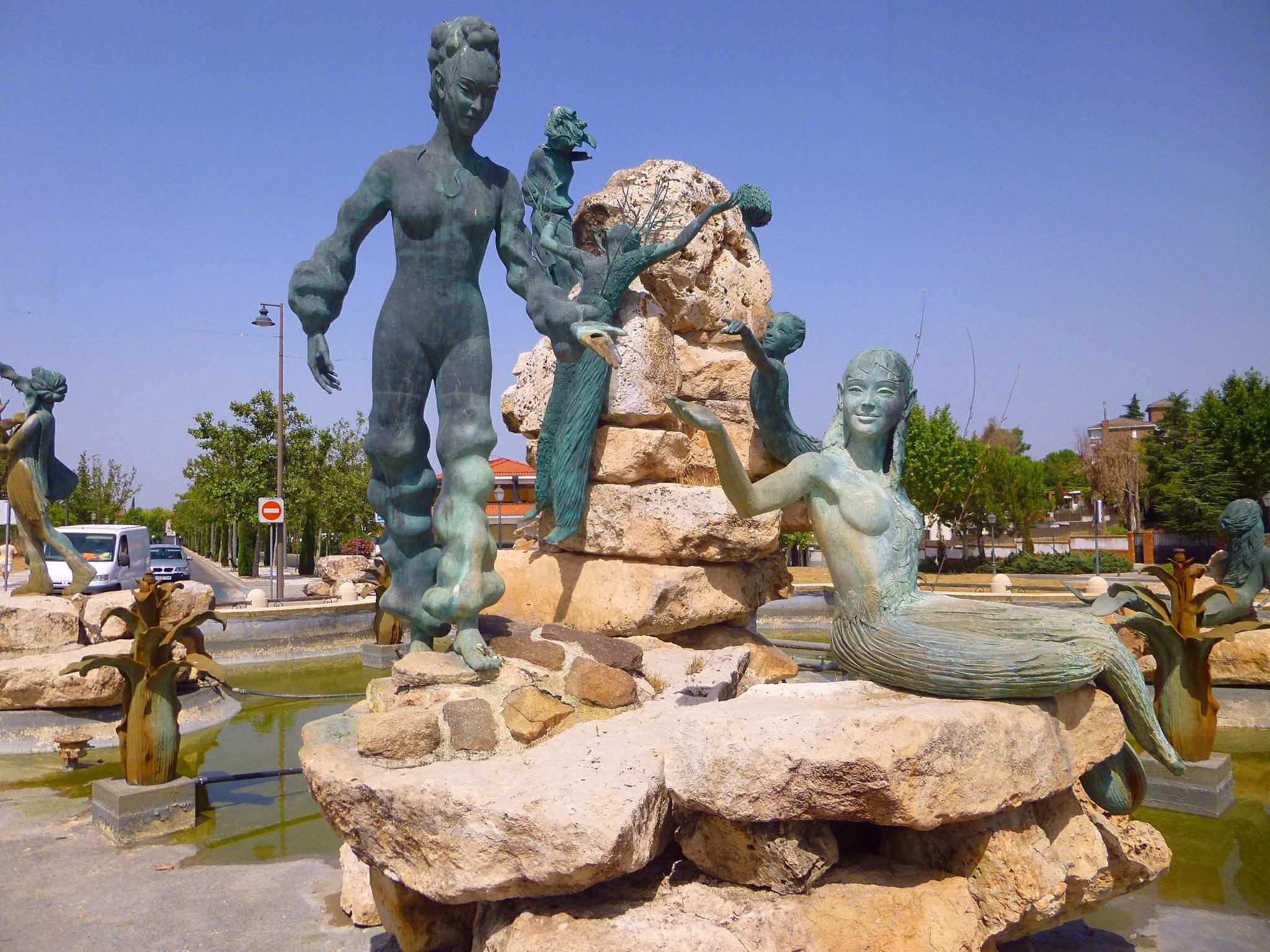
Fuente de las Hadas, en Villaviciosa de Odón (escultora: Pilar Cuenca)

Las hadas de Villaviciosa de Odón (ed. Anaya, 2004. ISBN 978-84-667-3687-9) es una obra de la escritora María Luisa Gefaell, Premio Nacional de Literatura Infantil y Juvenil de España (1950). 
Esta historia está considerada como una de las obras de referencia y un clásico de la literatura infantil española. Fue escrita y publicada por primera vez en 1953 (fecha en la que la autora vivió en Villaviciosa de Odón con sus hijas) y ha estado descatalogada desde hace casi 20 años.
La nueva edición recupera las ilustraciones originales, realizadas por el pintor Benjamín Palencia (uno de los principales artistas de la época, fundador de la llamada Escuela de Vallecas) y presenta además un prólogo de Arturo González y un epílogo de Pedro Cerrillo.

## Sinopsis
La historia se divide en diez capítulos o relatos, en los que la realidad y la imaginación se funden y en donde las hadas que vivían en el entorno del bosque son los personajes principales. 
Hadas del mar que se pierden y aparecen en el río; otras que convierten áridos paisajes en campos de flores. Hadas que se enamoran y se equivocan en el tiempo... Y también hadas musicales que transforman a zapateros remendones en cantaores de seguidillas.

## Curiosidades
Las hadas de Villaviciosa de Odón sentó, sin duda, un precedente en la literatura infantil española, al acercar la fantasía a localidades reales y próximas de nuestra geografía, en vez de situarla en lugares exóticos y lejanos. Una línea que han seguido posteriormente otros autores contemporáneos, como Rubén Serrano y su libro Los duendes de Navalcarnero.